# Кривой, Виктор Иванович
Ви́ктор Ива́нович Криво́й (бел. Ві́ктар Іва́навіч Крыво́й, англ. Victor Krivoy) (9 февраля 1956 — 1 июля 2019, Минск) — советский и белорусский юрист, учёный в сфере трудового права, начальник Правового управления Секретариата Парламента Беларуси (в 1997 году), разработчик ряда законопроектов Республики Беларусь.

## Биография
Родился 9 февраля 1956 в селе Красная Пресня Узункульского района Костанайской области, Казахской ССР. Мать — Евгения Ильинична Кабушко, урождённая Скобялко (род. 1937 г.), отец — Кривой Иван Петрович (1937—2000). В городе Рудном окончил с золотой медалью среднюю политехническую школу № 2.
В 1978 году окончил юридический факультет Ленинградского государственного университета по специальности «правоведение». В 1980—1982 годах обучался в аспирантуре по международному праву Всесоюзного юридического заочного института. С 1982 по 1984 год — соискатель учёной степени кандидата юридических наук по кафедре трудового права и охраны труда Ленинградского государственного университета. 16 октября 1985 защитил во Всесоюзном научно-исследовательском институте советского законодательства кандидатскую диссертацию «Правовые вопросы вахтового метода организации работ (на материалах предприятий нефтегазового комплекса Западной Сибири)». Научный руководитель — Алексей Степанович Пашков. 29 января 1992 Кривому В. И. присвоено учёное звание доцента по кафедре трудового и хозяйственного законодательства.
11 апреля 1996 в Санкт-Петербургском государственном университете защитил докторскую диссертацию по теме «Теоретические проблемы кодификации законодательства о труде Беларуси». Доктор юридических наук по специальности трудовое право; право социального обеспечения (1996).
Государственный служащий первого класса.

## Профессиональная деятельность
По распределению был направлен в посёлок Уренгой Тюменской области, где девять лет (1978—1987) работал в производственном объединении «Уренгойнефтегазгеология» сначала старшим юрисконсультом, а с 1984 начальником юридического бюро. В 1987—1988 годах работал старшим преподавателем, доцентом кафедры теории государства и права юридического факультета Тюменского государственного университета.
С 1988 по 1991 год — старший преподаватель, доцент кафедры трудового и хозяйственного законодательства Республиканского межотраслевого института повышения квалификации руководящих работников и специалистов отраслей народного хозяйства.
В 1991 году перешёл на государственную службу для создания суверенного законодательства Республики Беларусь после провозглашения независимости 27 июля 1990. До 1994 года руководил управлением правового обеспечения, регулирования труда и социальной защиты населения Государственного комитета по труду и социальной защите. В этот же период возглавлял рабочие группы по подготовке новой редакции Кодекса законов о труде, законов «О занятости населения», «О коллективных договорах и соглашениях», «О порядке разрешения коллективных трудовых споров», принятых в 1992—1994 годах. Также являлся непосредственным руководителем и главным исполнителем научно-исследовательской работы по теме «Разработка проекта Трудового кодекса Республики Беларусь на основе правовых и социологических исследований».
С 1994 по 1996 год заведовал сектором, затем отделом Комиссии Верховного Совета по социальной политике и труду, а с января по июнь 1997 был начальником Правового управления Секретариата Парламента — Национального Собрания. Четырежды командировался в штаб-квартиру Международной организации труда и её учебный центр для консультаций, экспертизы готовящихся нормативных правовых актов и обучения примирительным процедурам при разрешении споров в коллективных трудовых отношениях.
В 1990 году организовал Белорусский кадровый центр «Профессионал» и руководил им в качестве директора до 1997 года. Центр объединил усилия ведущих экономистов и юристов страны для оперативной подготовки комментариев к только что появившимся рыночным законам о предприятиях, аренде и обновленной редакции КЗоТ. После увольнения с государственной службы заведовал в сентябре — декабре 1998 кафедрой гражданско-правовых дисциплин Белорусского негосударственного института управления, финансов и экономики. Затем до 2001 года занимался индивидуальным предпринимательством главным образом в издательской и образовательной сфере, проводя по всей республике семинары для практических работников по вопросам применения трудового законодательства, выпустил самый объемный в стране Комментарий к Трудовому кодексу в 10-ти книгах.
В августе 2003 года был назначен на должность ректора государственного учреждения образования «Минский институт современных технологий и маркетинга». Одновременно работал там же по совместительству с сентября 2003 профессором, а с июля 2005 — заведующим кафедрой трудового права. С 2007 года занимался творческо-литературной деятельностью: подготовил Комментарий к Трудовому кодексу для профессионалов в 40-ка выпусках, изданный в 2008—2009, с развитием в специальных комментариях к тому же Кодексу для руководителей, бухгалтеров, экономистов и аудиторов, населения, а также о рабочем времени, отпусках, дисциплинарной и материальной ответственности, коллективных переговорах, договорах и спорах.
Умер в Минске, где проживал с 1992 года. Похоронен на кладбище в деревне Утёс Баранавичского района Брестской области.

## Научная деятельность
Опубликовал около 300 книг и статей главным образом по белорусскому, российскому и сравнительному трудовому праву.
Исследовал регулирование трудовых отношений в историческом, философском и религиозном направлениях, опубликовав ряд материалов в минских и российских изданиях, включая биографии семи родоначальников белорусского правоведения.
Его статьи цитировались судами, в том числе судебной практике Верховного Суда СССР, а Конституционный суд Республики Беларусь опубликовал статью в своём официальном издании «В. И. Кривой (к 50-летию со дня рождения)» в рубрике «Учёные Беларуси». Его научные работы широко цитируются в научной и учебной литературе, главным образом в странах бывшего СССР. Ряд работ В. И. Кривого включён Высшей аттестационной комиссией республики Беларусь в программу-минимум кандидатского экзамена по специальности 112.00.05 — трудовое право; право социального обеспечения (юридические науки).
В. И. Кривой представлял белорусских учёных в сфере трудового права на многочисленных международных конференциях.

## Общественная деятельность
Выдвигался кандидатом в депутаты Верховного Совета в избирательной кампании 1996 года. В плане развития гражданской активности инициировал создание и возглавил общественные объединения «Юристов — в депутаты» (1996) и «Сообщество трудового права» (2003).
Избирался и привлекался общественные и государственные органы и организации в качестве:
- заместителя председателя Союза юристов (1996—1998);
- внештатного арбитра Республиканского трудового арбитража (1995—2001);[13]
- эксперта Всемирного банка и Экономического суда Содружества Независимых Государств (2000—2002 и 1996);[14]
- члена научно-консультативного Совета при Верховном Суде (1996—2003) и научно-экспертного Совета при Председателе Совета Республики Национального собрания (2001—2007).

С 2001 по 2005 входил в состав экспертного совета по юридическим наукам Высшей аттестационной комиссии.

## Семья
Сыновья:
Ярослав  профессор права (род 1980)
Виктор Пархимчик (род 1982). После политического кризиса, вызванного выборами Президента Республики Беларусь в 2020 году, принимал активное участие в протестах, за что был осужден по ст 339 ч.1 УК РБ (хулиганство). Признан международными правозащитными организациями политическим заключённым. 14 сентября 2022 г. вышел на волю, после чего покинул пределы Республики Беларусь, и в Польше начал деятельность, связанную с разработкой сайтов.
Жена Пархимчик Галина Сергеевна. Адвокат, в отношении которой в 2024 году было возбуждено уголовное дело по ст. 342 УК РБ за события, вызванные политическим кризисом в Республике беларусь, вызванных президентскими выборами. 